# Jeanette Winterson
Jeanette Winterson
(Mánchester, 27 de agosto de 1959) es una escritora inglesa, cuyas obras se pueden situar dentro del ámbito posmodernista.

## Biografía
Adoptada por Constance y John William Winterson el 21 de enero de 1960, una pareja evangélica, creció en Accrington, Lancashire. Educada en la Iglesia Pentescostal Elim, de niña quería ser una misionera y ya a los seis años escribía sermones.
Cuando a los 16 años le dijo a su madre que estaba enamorada de otra mujer, esta le dio dos opciones: “O te vas de esta casa y no vuelves nunca más o dejas de ver a esa chica”. Jeannete abandonó el hogar, y esta experiencia la reflejaría más tarde en su ópera prima, Fruta prohibida, que publicó a sus 24 años. Después, en 1990, la novela sería adaptada por la BBC para una miniserie con guion de la autora.
A esta novela le han seguido más de una veintena de obras en las que trata frecuentemente el tema de la homosexualidad femenina o lesbianismo. Se la considera una de las mejores escritoras anglosajonas de la época contemporánea.
Winterson tuvo una relación de 12 años con la presentadora de la BBC Peggy Reynolds, que terminó en 2002, luego estuvo cerca de seis años, hasta 2007, con la directora de teatro Deborah Warner, y después, a partir de 2009, con la escritora feminista Susie Orbach. Antes, durante los 80 mantuvo una relación sentimental con la agente literaria Pat Kavanagh —que llegó a dejar a su esposo, el escritor Julian Barnes, aunque después regresó a su lado—, la que le habría inspirado su novela Escrito en el cuerpo (1992).
Fue condecorada en 2006 con la Orden del Imperio Británico. Colabora en forma asidua con publicaciones periódicas de su país.

## Obras

### Novelas
- Oranges Are Not the Only Fruit (1985) — Fruta prohibida, trad.: Margarita Cavándoli y Horacio González Trejo; Edhasa, 1990
- The Passion (1987) — La pasión, trad.: Elena Rius; Sudamericana, 1989
- Sexing the Cherry (1990) — Espejismos, trad.: Margarita Cavándoli y Horacio González Trejo; Edhasa, 2006
- Written On The Body (1992) — Escrito en el cuerpo, trad.: Encarna Castejón; Anagrama, 1998
- Art & Lies (1994)
- Gut Symmetries (1997) — Simetrías viscerales, Ángels Gimeno; Edhasa, 2000
- The Powerbook (2000) — El Powerbook, Ángels Gimeno; Edhasa 2004
- Lighthousekeeping (2004) — La niña del faro, trad.: Alejandro Palomas Pubill; Lumen, 2005
- Weight (2005), Canongate Myth Series — La carga, trad.: Iñigo García Ureta; Salamandra, 2006
- Tanglewreck (2006) — El guardián del tiempo, trad.: Estrella Borrego del Castillo; Montena, Barcelona, 2007
- The Stone Gods (2007) — Planeta azul, trad.: Alejandro Palomas Pubill; Lumen, 2008
- The Battle of the Sun (2009, novela para niños)
- The Daylight Gate (2012) — La mujer de púrpura, trad.: Alejandro Palomas Pubill; Lumen, 2013
- The Gap of the Time (2016) — El hueco del tiempo, trad.: Miguel Temprano García; Lumen, 2016
- Frankissstein: A Love Story (2019)

### Otros
- Boating for Beginners (1986, cómic)
- Art Objects (1995, ensayo)
- The World and Other Places (1998, cuentos)
- The Lion, the Unicorn and Me (2007, cuentos)
- Why Be Happy When You Could Be Normal? (2011, autobiografía) — ¿Por qué ser feliz cuando puedes ser normal?, trad.: Álvaro Abella, Lumen, 2012